# Сейнапалу
Се́йнапалу (ест. Seinapalu küla) — село в Естонії, у міському самоврядуванні Пайде повіту Ярвамаа.

## Населення
Чисельність населення на 31 грудня 2011 року становила 25 осіб.

## Географія
Через населений пункт проходить автошлях 15175 (Пайде — Мюнді — Мяекюла).

## Історія
З 24 жовтня 1991 до 25 жовтня 2017 року село входило до складу волості Пайде.

## Пам'ятки природи
На південь від села лежить природний заповідник Пранді (Prandi LKA).